# Provincia de Bamiyán
Bamiyán (nombre original: باميان ) es una de las 32 provincias de Afganistán. Está en el centro del país. Limita al norte con las provincias de Samangān y Sar-e Pul, al sur con la provincia autónoma de Daikondi y la provincia de Ġaznī, al sureste con la provincia de Vardak, al este con las provincias de Parwān y Baglán y al oeste con la provincia de Ġawr.
Su capital es Bamiyán, otras ciudades importantes son: Panjāb y Qil Qal'eh.

## Historia
En la antigüedad, Afganistán central fue el lugar estratégico de crecimiento de las caravanas de la Ruta de la seda de las cuales entrecruzan la región comercial entre el Imperio Romano, China y Asia Central y del Sur. Bamiyán fue un punto de partida de muchos viajeros. Aquí se encuentran elementos del arte Griego, Persa y Budista que se combinaron en un único estilo clásico, el arte Greco-Budista. 
Bamiyán fue el sitio del primer monasterio budista. Muchas estatuas de Buda son talladas a los lados del acantilado mostrando la ciudad de Bamiyán. Dos de estas prominentes estatuas son fijamente Budas, ahora conocidas como los Budas de Bamiyán, miden 55 y 37 metros de altura respectivamente, y que son los ejemplos más grandes de Buda fijamente tallados en el mundo. Probablemente fueron erigidas en el siglo IV o siglo V d. C. Son monumentos históricos y culturalmente han sido por muchos años y forman parte del Patrimonio de la Humanidad de la Unesco. En marzo del 2001 el gobierno talibán decretó que las estatuas son idólatras y ordenó su demolición con artillería antiaérea y explosivos. 
Bamiyán es también conocido por su belleza natural. El lago Band-e Amir al oeste de la provincia de Bamiyán continúa siendo un destino turístico para los afganos. 
Actualmente la provincia es la base de operaciones de las fuerzas de paz de Nueva Zelanda, y del Equipo de Reconstrucción Provincial llamado en código Grupo Tarea Fácil, en lo que es parte de la red del Equipo de Reconstrucción Provincial de todo Afganistán. Es reconocido como una de las provincias más seguras del país en la que se ha desarrollado una alta concentración de la reconstrucción civil. 
Actualmente se encuentra la Fuerza de Defensa 122 de Nueva Zelanda patrullando en Bamiyán. El NZPRT (por sus siglas en inglés)ayuda con trabajos de reconstrucción de la provincia que incluyen la construcción de puentes y colegios como también el mantenimiento de la seguridad en la región. 
La Nueva Policía de Nueva Zelanda también trabaja en la región con la ayuda de la Policía Nacional Afgana (ANP en inglés). En julio del 2006, tres mujeres afganas fueron asignadas al ANP en Bamiyán, siendo la primera vez que una mujer trabaje en la fuerza policial en Afganistán.

## Organización territorial

Distritos de Bamiyan antes del 2005.

La provincia se divide en 7 distritos, dos de los cuales fueron transferidos desde la provincia de Baglán en 2005.
| Distrito  | Capital             | Población | Superficie | Notas                                                                      |
| --------- | ------------------- | --------- | ---------- | -------------------------------------------------------------------------- |
| Bamiyán   | Bamiyán             | 61.863    |            |                                                                            |
| Kahmard   | Kahmard             | 17.643    |            | Transferido desde Baglán en 2005                                           |
| Panjab    | Panjab (Afganistán) | 47.099    |            |                                                                            |
| Sayghan   | Sayghan             | 18.001    |            | Transferido desde Baglán y creado a partir del distrito de Kahmard en 2005 |
| Shibar    | Shibar              | 25.177    |            |                                                                            |
| Waras     | Waras               | 81.787    |            |                                                                            |
| Yakawlang | Yakawlang           | 65.573    |            |                                                                            |

## Política
El actual gobernador de la provincia es Habiba Sarabi, la primera mujer gobernadora de Afganistán. Ella fue designada en el 2005.